# Giovanni Battista Montalbani
Giovanni Battista Montalbani est un orientaliste et voyageur italien, né en 1596 à Bologne et mort en 1646.

## Biographie
Giovanni Battista Montalbani naquit en 1596 à Bologne, d’une ancienne et illustre famille, qui a produit un grand nombre de capitaines et de savants. Il s’appliqua à l’étude avec beaucoup d’ardeur, et reçut le même jour le laurier doctoral dans les deux facultés de droit et de philosophie. Il visita ensuite la France, l’Allemagne et la Pologne pour acquérir de nouvelles connaissances, et se rendit à Constantinople, où il prolongea son séjour pendant une année. Il profita du départ d’une caravane pour aller en Perse, et parcourut toute la haute Asie, observant les mœurs des indigènes et les productions du pays. Il apprit en même temps les langues dérivées de l’arabe ; et si l’on en croit Orlandi, il en parlait treize avec une égale facilité. De retour à Cologne, après avoir couru beaucoup de hasards et échappé aux plus grands dangers, il passa en France pour y demander du service. L’espoir d’un avancement plus rapide le détermina à se rendre à la cour du duc de Savoie, qui lui conféra le grade de sergent-major général de bataille. Fait prisonnier par les Espagnols, il fut traité avec une extrême rigueur ; ayant recouvré sa liberté, il se retira à Venise, où il avait été précédé par sa réputation : il ne tarda pas d’y avoir de l’emploi, et fut envoyé avec un commandement supérieur à l’île de Candie. Il y mourut en 1646, dans la forteresse de Suda, à l’âge de 50 ans.

## Œuvres
On a de lui : De Moribus Turcarum commentarius, Rome, 1625 (lire en ligne) ; ibid., 1636, in-12 ; Leyde, 1643, même form. Il a laissé en manuscrit des Annales de son temps, en latin ; les Maximes de Tacite, son auteur favori, prouvées par des exemples modernes ; Une Grammaire turque, et quelques Traités de mathématiques et d’astronomie, dont on trouvera les titres dans les Scrittori Bolognesi, d’Orlandi, p. 158.